# 234294 Pappsandor
234294 Pappsandor este o planetă minoră (asteroid) din centura de asteroizi. A fost descoperită pe 31 decembrie 2000 la Piszkéstetői Obszervatórium⁠(d) de Krisztián Sárneczky⁠(d). 
Obiectul prezintă o orbită caracterizată de o semiaxă mare de 2,7979830468026 UAi, o excentricitate de 0,12, o înclinație de 3,9 ° în raport cu ecliptica.